# 普雷斯派斯
普雷斯派斯（希臘語：Πρέσπες），是希腊西马其顿大区弗洛里纳专区的市镇，行政中心为莱莫斯村。市镇面积为515.5平方公里，2021年人口数量为1,211人。
现今范围的市镇设立于2011年地方政府改革中，由原两个市镇合并而成，原市镇则成为此市镇的两个市区。普雷斯派斯市区（即原普雷斯派斯市镇）的面积为413.513平方公里，2021年人口数量为1,066人。